# フェデリーコ・ディ・カノッサ
フェデリーコ・ディ・カノッサ（イタリア語：Federico di Canossa, 1040年ごろ - 1055年7月）は、トスカーナ辺境伯（在位：1052年 - 1055年）。ボニファーチオ・ディ・カノッサとベアトリクス・フォン・ロートリンゲンの息子、トスカーナ女伯マティルデの兄。

## 生涯
母方の祖父上ロートリンゲン公フリードリヒ2世より名付けられた。1052年5月6日に父ボニファーチオが狩りのときに暗殺されたとき、フェデリーコはまだ年少であった。このため、母ベアトリクスが摂政をつとめた。母ベアトリクスは同族のゴットフリート3世と再婚した。1055年、神聖ローマ皇帝ハインリヒ3世は、皇帝に会うためフィレンツェを訪れた母ベアトリクスと姉マティルデを捕らえドイツへ連行したが、2人が捕らえられている間にカノッサ城に残されていたフェデリーコは死去した。
フェデリーコはフェローニカのサンタ・マリア・アッスンタ修道院に埋葬された。この修道院には1053年12月17日に母ベアトリクスが夫と長女のために寄進を行っている。